# Гонтьянське Трстяни
Гонтьянське Трстяни (словац. Hontianske Trsťany) — село, громада округу Левіце, Нітранський край. Кадастрова площа громади — 15.54 км².
Населення 317 осіб (станом на 31 грудня 2018 року).

## Географія
Протікає Трстянський потік.

## Історія
Гонтьянське Трстяни згадуються 1245 року.

## Населення
| Рік:            | 1994. | 2004.   | 2014.   | 2024.   |
| --------------- | ----- | ------- | ------- | ------- |
| Кількість осіб: | 378   | 346     | 317     | 290     |
| Різниця:        |       | -8,46 % | -8,38 % | -8,51 % |

| Рік:            | 2023. | 2024.   |
| --------------- | ----- | ------- |
| Кількість осіб: | 297   | 290     |
| Різниця:        |       | -2,35 % |